# Condado de Marion (Misuri)
El condado de Marion es un condado del estado de Misuri, Estados Unidos. Tiene una población estimada, a mediados de 2022, de 28 438 habitantes.
La sede del condado es Palmyra.
El nombre del condado deriva del militar Francis Marion.

## Geografía
Según la Oficina del Censo, el condado tiene un área total de 1151 km², de la cual 1132 km² corresponden a tierra firme y 19 km² están cubiertos de agua.

### Condados adyacentes
- Condado de Lewis (norte)
- Condado de Adams, Illinois (noreste)
- Condado de Pike, Illinois (sureste)
- Condado de Ralls (sur)
- Condado de Monroe (suroeste)
- Condado de Shelby (oeste)

## Demografía

### Censo de 2020
Según el censo de 2020, en ese momento el condado tenía una población de 28 525 habitantes. La densidad de población era de 25 hab./km².
| Raza                   | Núm.   | Porc.  |
| ---------------------- | ------ | ------ |
| Blancos                | 25 119 | 88.1%  |
| Afroamericanos         | 1374   | 4.8%   |
| Amerindios             | 94     | 0.3%   |
| Asiáticos              | 172    | 0.6%   |
| Isleños del Pacífico   | 16     | 0.1%   |
| De otras razas         | 184    | 0.6%   |
| De una mezcla de razas | 1566   | 5.5%   |
| Total                  | 28 525 | 100.0% |

Del total de la población, el 1.8% eran hispanos o latinos de cualquier raza.

### Censo de 2000
Según el censo de 2000, en ese momento los ingresos medios de los hogares del condado eran de $31,774 y los ingresos medios de las familia eran de $41,290. Los hombres tenían ingresos medios por $30,935 frente a los $20,591 que percibían las mujeres. Los ingresos per cápita para el condado eran de $16,964. Alrededor del 12.10% de la población estaba por debajo del umbral de pobreza.

## Transporte

### Carreteras principales
- I-72
- US-24
- US-36
- US-61
- Ruta 6
- Ruta 168

## Ciudades
- Hannibal (una pequeña parte integra el condado de Ralls)
- Monroe City (una pequeña parte integra el condado de Ralls)
- Palmyra